# 望月慎太郎
望月 慎太郎（もちづき しんたろう、2003年6月2日 - ）は、日本の神奈川県川崎市出身の男子プロテニス選手。ATPランキング自己最高位はシングルス112位。身長175cm。右利き、バックハンド・ストロークは両手打ち。
2019年ウィンブルドン選手権ジュニア男子シングルスで優勝。

## 選手経歴

### ジュニア時代
2003年6月2日、神奈川県川崎市に生まれる。「慎太郎」という名は、父が小説家・政治家の石原慎太郎に肖って命名した。
3歳でテニスを始め、川崎市立向小学校5年のときに第32回第一生命全国小学生テニス選手権大会に出場して準決勝まで進出している。
12歳の時に盛田テニスファンドの選抜試験に合格し、アメリカ合衆国フロリダ州のニック・ボロテリー・テニスアカデミーにて修行するために渡米した。2019年、N高等学校に入学。

### 2019年 ジュニアグランドスラム初優勝 ジュニア世界1位
2019年全仏オープンジュニア男子シングルスではベスト4に進出した。2019年ウィンブルドン選手権ジュニア男子シングルスでは第8シードから勝ち上がり、決勝へ進出する。No.1コートで開催された決勝戦では、カルロス・ヒメーノ・バレーロを相手に6-3, 6-2でストレート勝ちし、日本人男子選手として初めてジュニア部門シングルスで優勝した。これにより望月慎太郎は日本人男子選手として初めてジュニア世界ランキング1位となった。8月にカンクンで行われたITF男子サーキットM15の大会で、ティアゴ・アグスティン・ティランテとペアを組み、ダブルスで初めてプロレベルの大会で優勝を果たした。
9月下旬に行われたジュニアデビスカップ決勝大会では、単複11試合に出場し全勝を達成。日本代表 (望月、磯村志、末岡大和) を9年ぶり2度目の優勝に導く活躍を見せている。年間最終ランキングは1031位。

### 2020年 チャレンジャーダブルス準優勝
2020年2月のクエルナバカ・チャレンジャーでATPチャレンジャーツアー初出場。シングルスは初戦で敗れたが、ダブルスはカルロス・ゴメス＝エレーラとペアを組み準優勝を果たした。年間最終ランキングは637位。

### 2021年 ATPツアー本戦参戦
2月のシンガポール・テニス・オープンでATPツアー初出場。初戦で予選通過者のAltug Celikbilekに0-6、4-6で敗れる。3月にはマイアミ・オープンの予選を通過し、ATPマスターズ1000本戦初出場を果たす。1回戦ではタナシ・コッキナキスに3-6、3-6で敗れる。年間最終ランキングは365位。

### 2023年 チャレンジャー初優勝

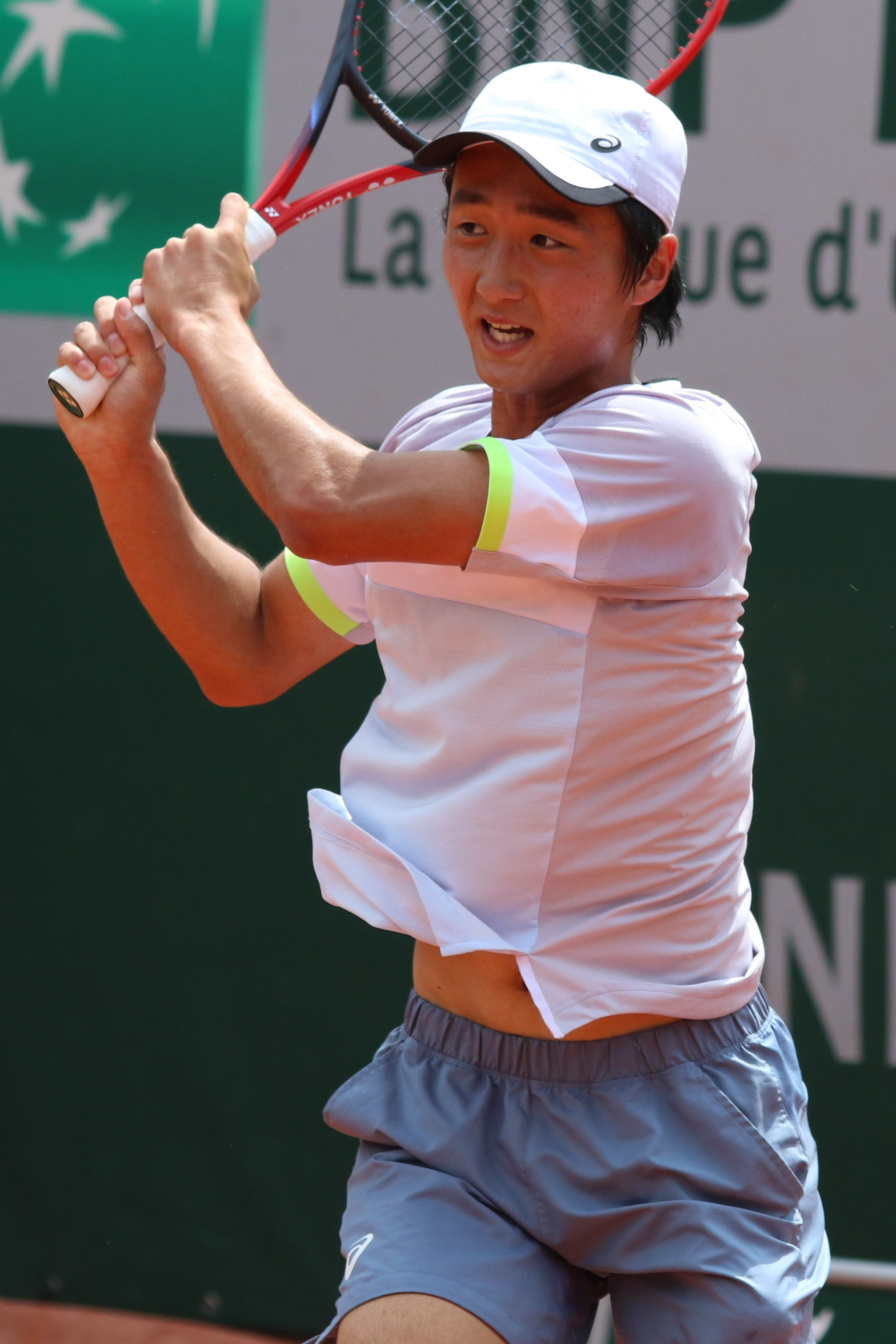
2023年全仏オープンでの望月慎太郎

2月、テネリフェ・チャレンジャーIIでChristian Harrisonとペアを組みダブルス初優勝。これが単複通じてATPチャレンジャーツアー初優勝である。
4月、バルレッタ・チャレンジャーでシングルスでのチャレンジャーツアー初優勝を果たす。

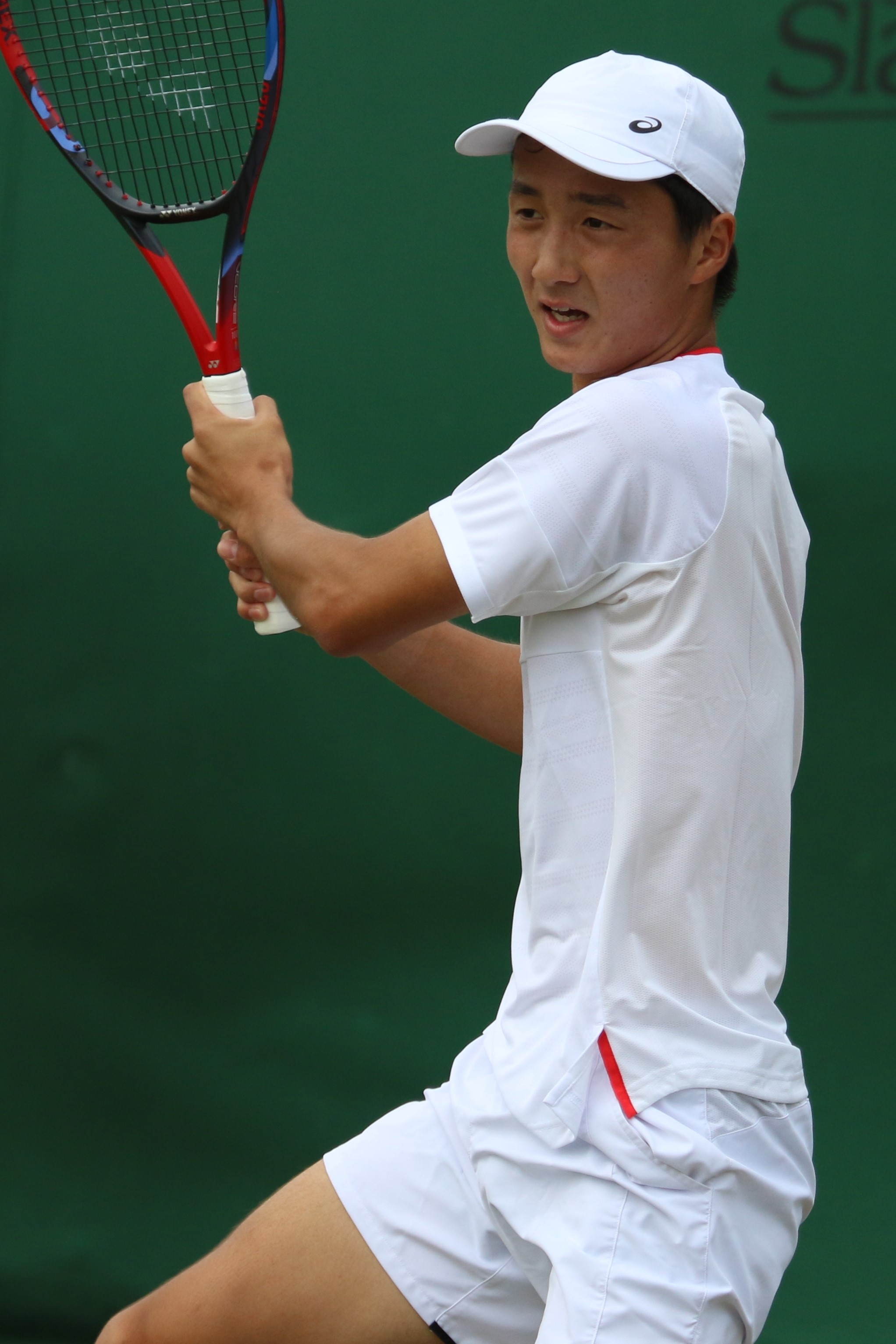
2023年ウィンブルドン選手権での望月慎太郎

10月、ジャパン・オープン・テニス選手権にてATPツアー初勝利を挙げると、2回戦で世界ランキング10位のテイラー・フリッツに0–6, 6–4, 7–6(2)で勝利し、トップ10から初勝利、準々決勝でも勝利し、錦織圭以来となるベスト4入りを果たす。準決勝でアスラン・カラツェフに敗れた。年間最終ランキングは137位。

### 2024年 グランドスラム本戦出場
1月、香港オープンでは本戦出場。本戦1回戦ではボーティック・ファン・デ・ザンスフルプに5-7, 1-6のストレートで初戦敗退。
全豪オープンでは予選3回戦でアレクサンダル・コバチェビッチに6-1, 2-6, 2-6で予選敗退するも、ラッキールーザーとして本戦初出場となった。本戦1回戦ではトマーシュ・マハーチに5-7, 1-6, 5-7のストレートで初戦敗退となった。
2月、デルレイビーチ・オープンでは予選2回戦でタナシ・コキナキスに3-6, 0-6のストレートで惨敗。ロス・カボス・オープンでは予選1回戦敗退。メキシコ・オープンでは予選1回戦でリンジー・ヒジカタに4-6, 6-2, 4-6で敗れ、3大会連続でATPツアーレベル予選敗退となった。
3月、BNPパリバ・オープンでは予選1回戦で元世界ランキング8位のディエゴ・シュワルツマンに6-4, 6-3のストレートで破り、さらに予選2回戦のベンジャミン・ハッサンを6-4, 7-6(4)のストレートで下して、大会初の本戦出場を果たす。本戦1回戦ではアレクサンダル・ブキッチに6-7(4), 6-7(6)のストレートで初戦敗退となった。マイアミ・オープンでは予選1回戦で元世界ランキング7位のダビド・ゴファンに6-7(4), 2-6のストレートで敗れ、予選1回戦敗退。
4月、マドリード・オープンでは予選1回戦でアレクサンドル・ミュレールに7-6(7), 2-0の時点で相手が途中棄権して勝利するも、予選2回戦では前述のハッサンに7-5, 5-7, 3-6の逆転で敗れ、予選2回戦敗退。
5月、カリアリ・チャレンジャーでは予選2回戦で元世界ランキング16位のマルコ・チェッキナートを7-5, 3-6, 6-4で下して、予選3回戦ではダニエル・アルトマイアーを6-4, 1-6, 6-3で破り、予選を通過する。本戦1回戦ではマリアーノ・ナヴォーネに0-6, 6-4, 3-6で初戦敗退。全仏オープンでは予選3試合を突破して、ローラン・ギャロス本戦初出場を果たす。本戦1回戦では第8シードのホベルト・ホルカシュに6-4, 3-6, 6-3, 0-6, 3-6の2時間58分の熱戦の末、フルセットで敗れ、四大大会初白星とはならずに初戦敗退となった。

### 2025年 グランドスラム初勝利
ウィンブルドン選手権では本戦に出場するのは2023年以来となる2年ぶり2度目。 予選から勝ち上がり、同じく予選勝者のジュリオ・ゼッピエリを2-6, 3-6, 6-3, 7-6 (6), 7-5の大逆転で破り、四大大会で初白星を挙げるとともに初戦突破を果たした。

## ATPツアー決勝進出結果

### シングルス: 0回 (0勝0敗)
| 大会グレード            |
| グランドスラム (0-0)    |
| ATPファイナルズ (0-0)   |
| ATPマスターズ1000 (0-0) |
| ATPツアー500 (0-0)      |
| ATPツアー250 (0–0)      |

| サーフェス別タイトル |
| ハード (0-0)         |
| クレー (0-0)         |
| 芝 (0-0)             |

## 成績

### シングルス

#### グランドスラム大会
| 大会           | 2021 | 2022 | 2023 | 2024 | 2025 | 通算成績 |
| -------------- | ---- | ---- | ---- | ---- | ---- | -------- |
| 全豪オープン   | A    | A    | A    | 1R   | Q1   | 0–1      |
| 全仏オープン   | A    | A    | Q1   | 1R   | Q1   | 0–1      |
| ウィンブルドン | Q2   | A    | 1R   | Q1   | 2R   | 1–2      |
| 全米オープン   | A    | A    | Q2   | Q3   |      | 0–0      |

#### 大会最高成績
| 大会                 | 成績 | 年       |
| -------------------- | ---- | -------- |
| ATPファイナルズ      | A    | 出場なし |
| インディアンウェルズ | 1R   | 2024     |
| マイアミ             | 1R   | 2021     |
| モンテカルロ         | A    | 出場なし |
| マドリード           | Q2   | 2024     |
| ローマ               | A    | 出場なし |
| カナダ               | 1R   | 2025     |
| シンシナティ         | Q2   | 2025     |
| 上海                 | Q1   | 2023     |
| パリ                 | A    | 出場なし |
| オリンピック         | A    | 出場なし |
| デビスカップ         | WGⅠ  | 2022     |

## ATPチャレンジャー・ITFフューチャーズ決勝

### ダブルス：5戦4勝
| 記録                          |
| ----------------------------- |
| ATPチャレンジャーツアー (1–1) |
| ITFフューチャーズ (3–0)       |

| 結果   | 勝–敗 | 日時       | トーナメント                 | サーフェス | パートナー                         | 相手                                          | スコア                |
| ------ | ----- | ---------- | ---------------------------- | ---------- | ---------------------------------- | --------------------------------------------- | --------------------- |
| 優勝   | 1–0   | 2019年8月  | M15, カンクン 19A            | ハード     | ティアゴ・アグスティン・ティランテ | Brandon Walkin Isaac Stoute                   | 6-7(4–7), 7-5, [10-4] |
| 優勝   | 2–0   | 2019年10月 | M15, チャンウォン F5         | ハード     | 中川直樹                           | チョン・ホン イ・ジェムン                     | 6–4, 6–4              |
| 優勝   | 3–0   | 2020年1月  | M15, カンクン F2             | ハード     | Alejo Lorenzo Lingua Lavallen      | Jordi Arconada Tanner K Smith                 | 不戦勝                |
| 準優勝 | 3–1   | 2020年2月  | クエルナバカ                 | ハード     | カルロス・ゴメス＝エレーラ         | ルーク・サヴィル ジョン＝パトリック・スミス   | 3–6, 7–6(7–4), [5–10] |
| 優勝   | 4–1   | 2023年2月  | テネリフェ・チャレンジャーii | ハード     | クリスチャン・ハリソン             | マッテオ・ジガンテ フランチェスコ・パッサーロ | 6-4,6-3               |

## ジュニアグランドスラム決勝

### シングルス：1戦1勝
| 結果 | 年   | 大会           | サーフェス | 相手                                                | スコア   |
| ---- | ---- | -------------- | ---------- | --------------------------------------------------- | -------- |
| 優勝 | 2019 | ウィンブルドン | グラス     | カルロス・ヒメーノ・バレーロ (Carlos Gimeno Valero) | 6–3, 6–2 |